# Буковська Вас
Буковська Вас (словен. Bukovska vas) — поселення в общині Дравоград, Регіон Корошка, Словенія. Висота над рівнем моря: 363 м.